# Regina (ime)
Regina je žensko osebno ime.

## Izvor imena
Ime Regina izhajan iz latinskega imena Regina, ki je nastalo iz latinske besede regina v pomenu besede »kraljica«. Tudi iz moške oblike latinske besede regina to je rex, v rodilniku regis, je nastalo ime Rex. Imenu Rex v grščini ustreza Βασιλευς (Basiléus), latinsko Basilius, nemško Basil, rusko Vasilij, slovensko Bazilij, Vasilij, Vasja, Vsko, Vaso.

## Različice imena
Džina, Džinka, Gina, Rega

## Tujejezične različice imena
- pri Čehih: Regina
- pri Francozih: Régine, Régina, Reine
- pri Italijanih: Regina, Reginella, Reggina, Reina, skrajšano Gina
- pri Nemcih: Regina, skrajšano Gina
- pri Poljakih: Regina

## Pogostost imena
Po podatkih Statističnega urada Republike Slovenije je bilo na dan 31. decembra 2007 v Sloveniji število ženskih oseb z imenom Regina: 511.

## Osebni praznik
V koledarju je ime Regina zapisano 7. septembra (Regina, devica in mučenka iz Burgundije, † 7. sep. okoli leta 300).

## Zanimivosti
- Regina spada med t. i. mistična imena. V zvezi s tem je latinski izraz Regina Coeli v pomenu »nebeška kraljica«, to je »mati božja«.
- Regina Coeli je bilo tudi ime sodnega zapora v Rimu, ki je nastalo po imenu nejdanje cerkve. Tam je bil zaprt pistaelj Ciril Kosmač, kar je opisal v poglavju knjige Pomladni dan